# Alcalà de Xivert

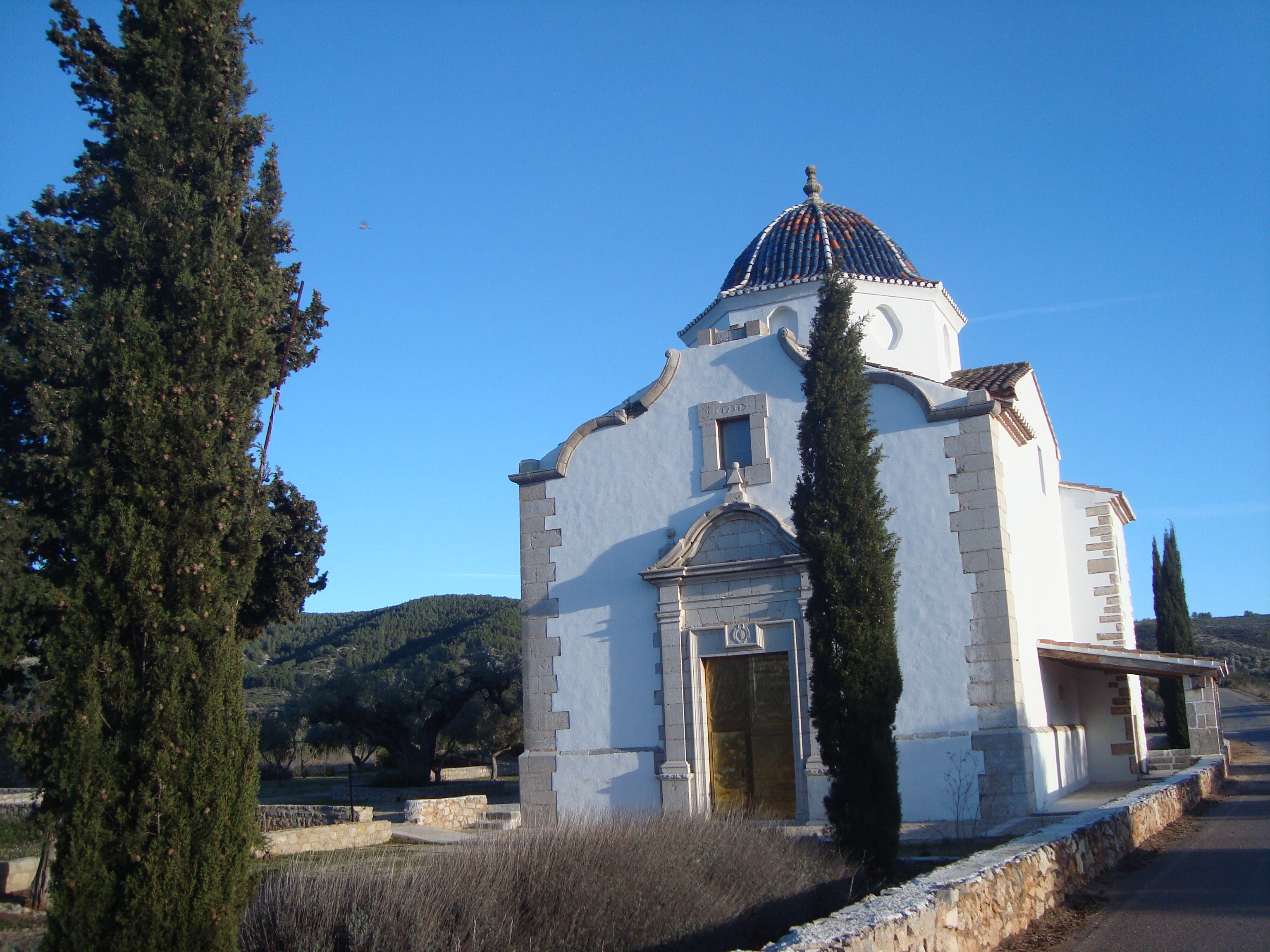
Ermita del Calvario (Alcalà de Xivert)

Alcalà de Xivert in catalano o Alcalá de Chivert in castigliano è un comune spagnolo di 5 682 abitanti situato nella comunità autonoma Valenciana.
A circa quindici chilometri dal centro, sorge, sulla costa, la suggestiva frazione di Alcoceber (in valenciano Alcossebre), divenuta, fin dagli anni sessanta, una rinomata località balneare.

## Collegamenti esterni

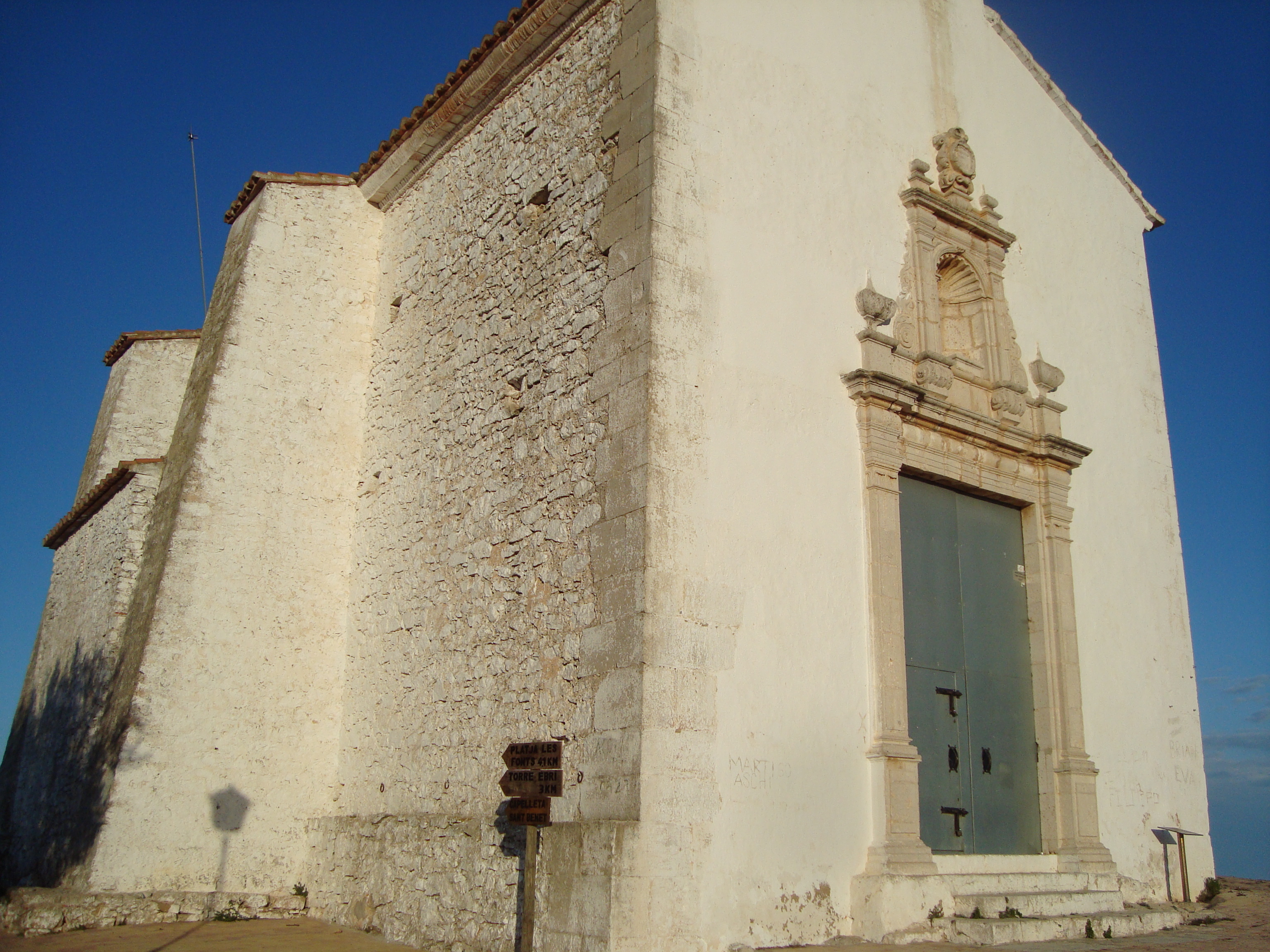
Ermita de Santa LLúcia i Sant Benet (Alcalà de Xivert)

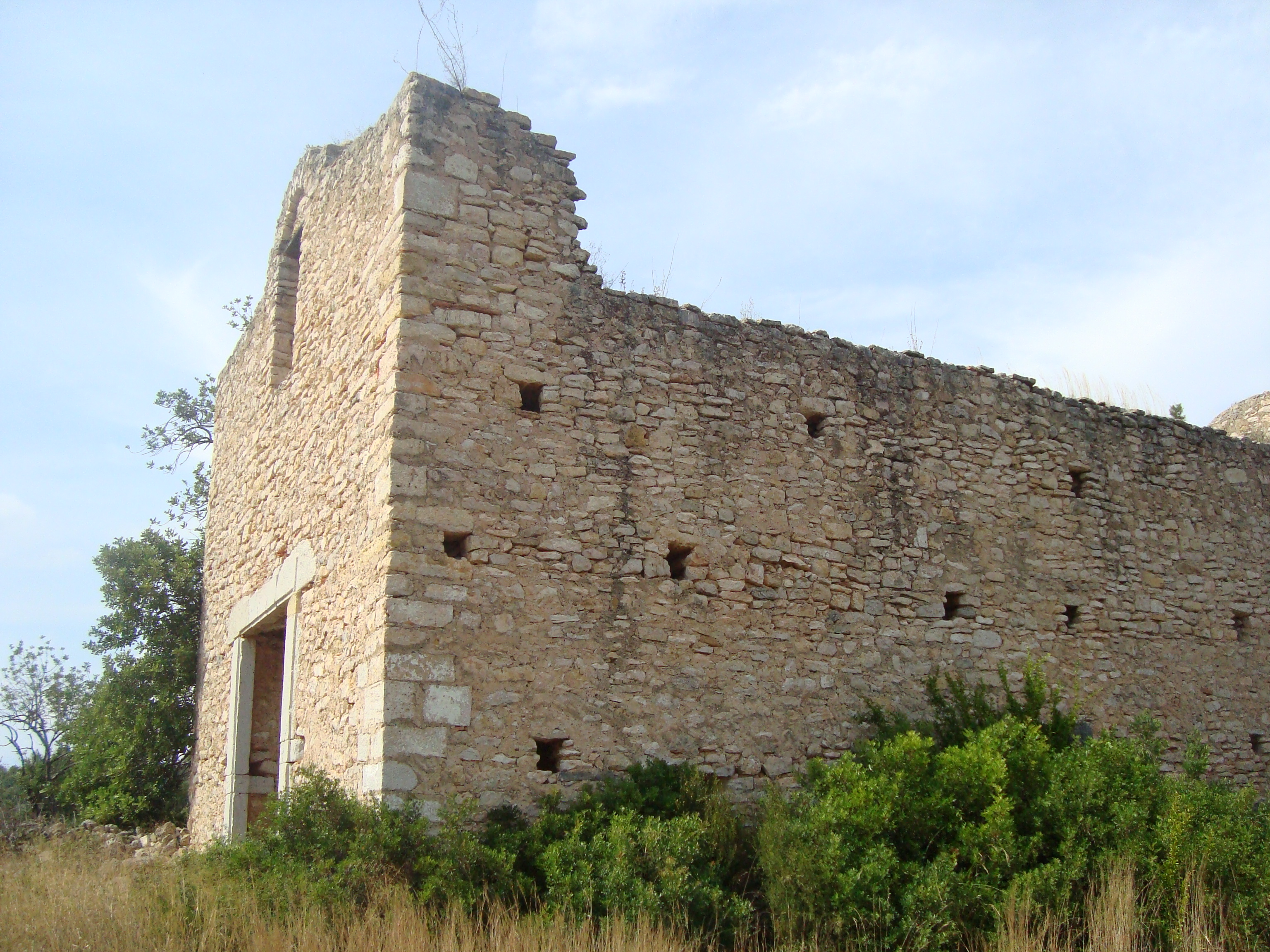
Antigua ermita de Sant Miquel (Alcalà de Xivert)

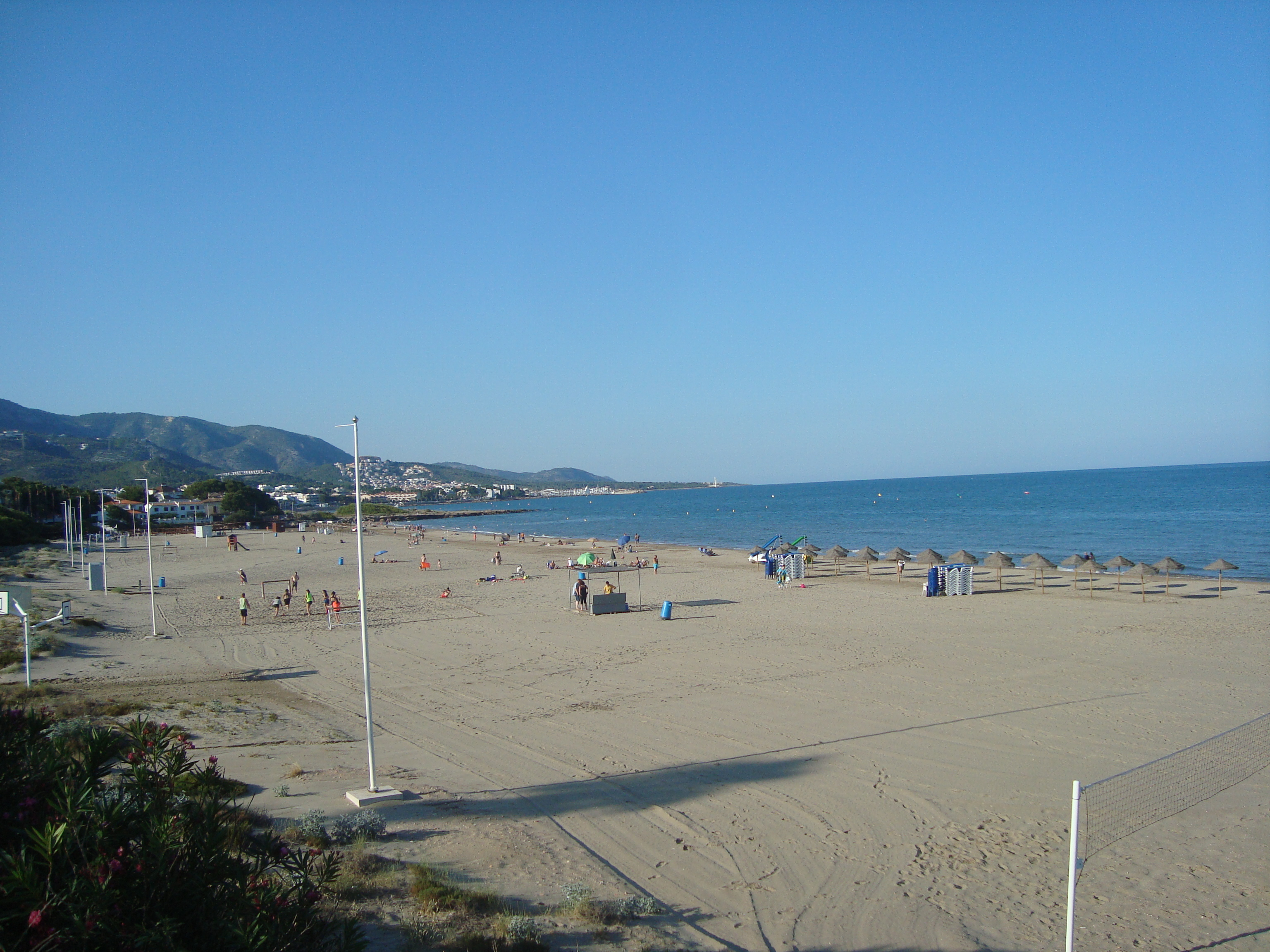
Spiaggia Romana (Alcossebre-Alcalá de Xivert)

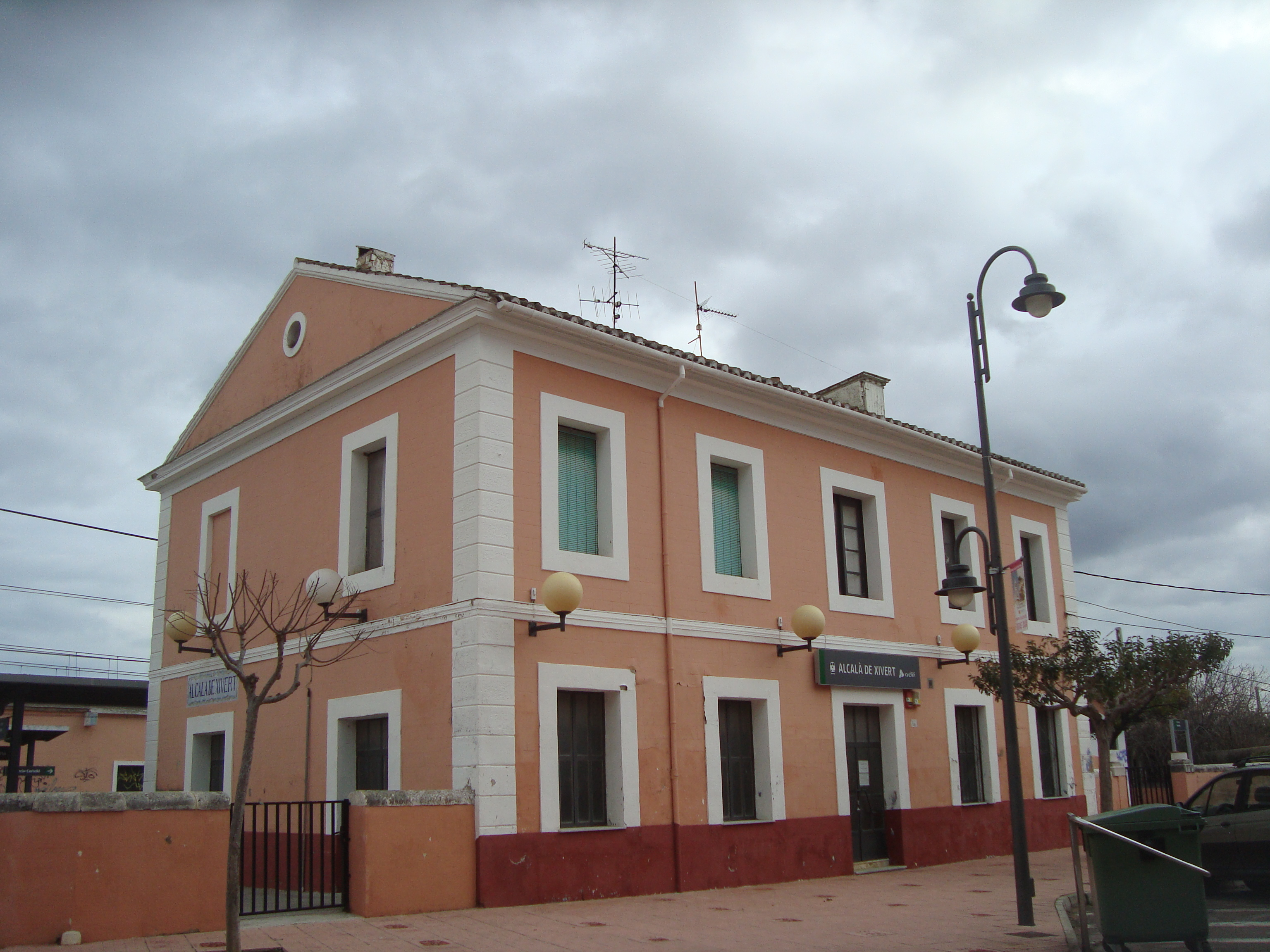
Estación del ferrocarril de Alcalá de Xivert

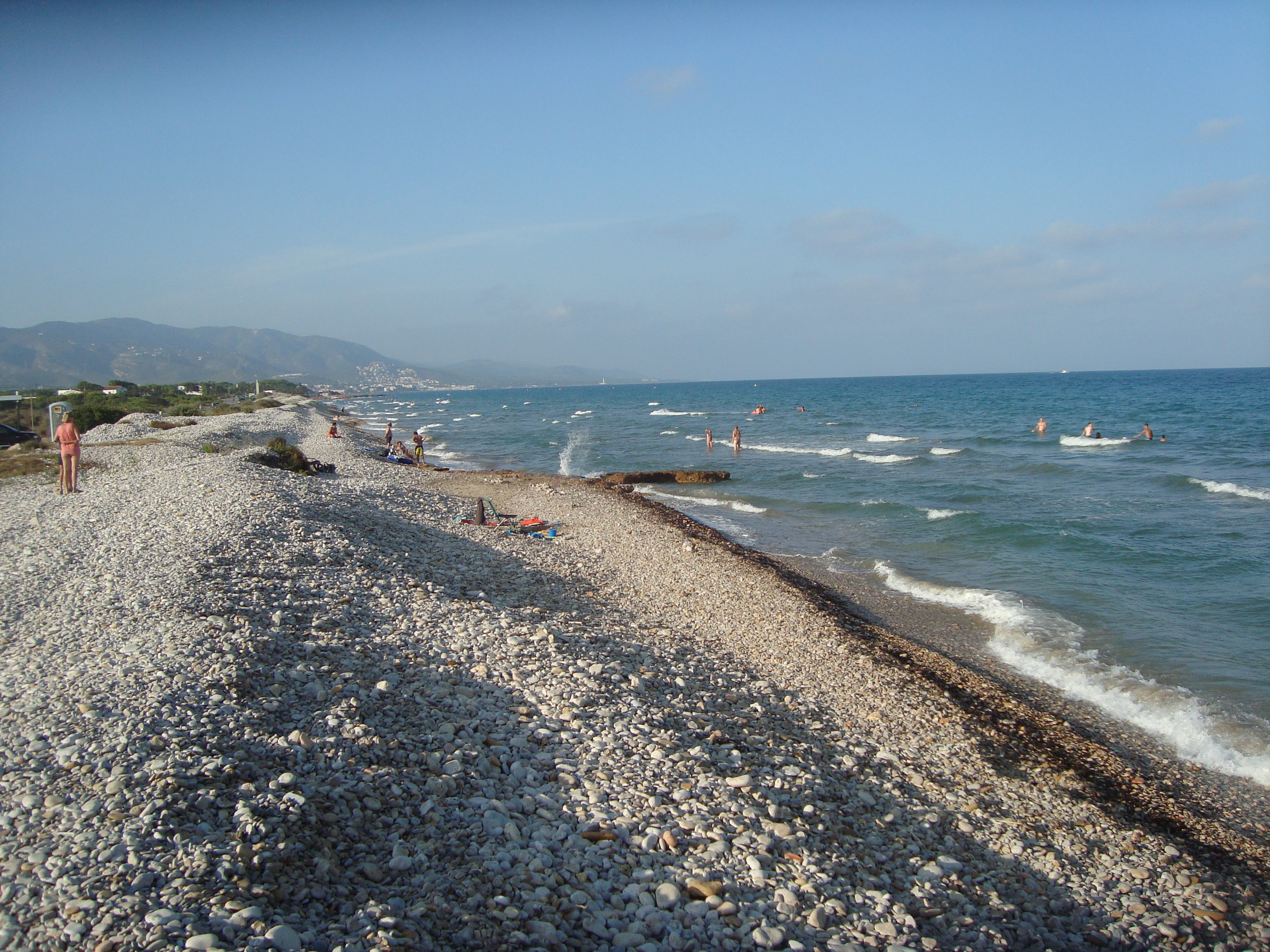
Spiaggia Serradal

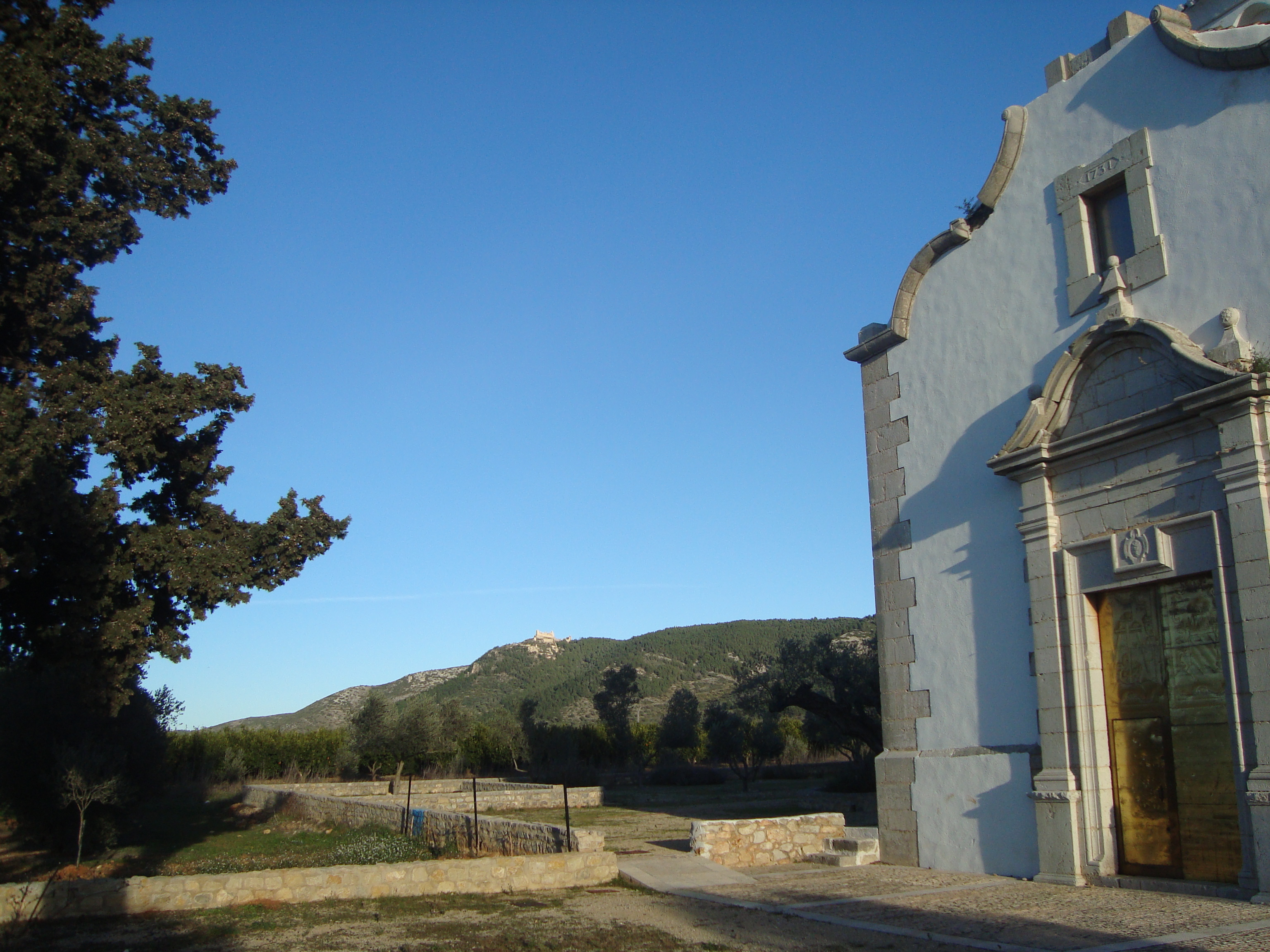
Calvario de Alcalà de Xivert

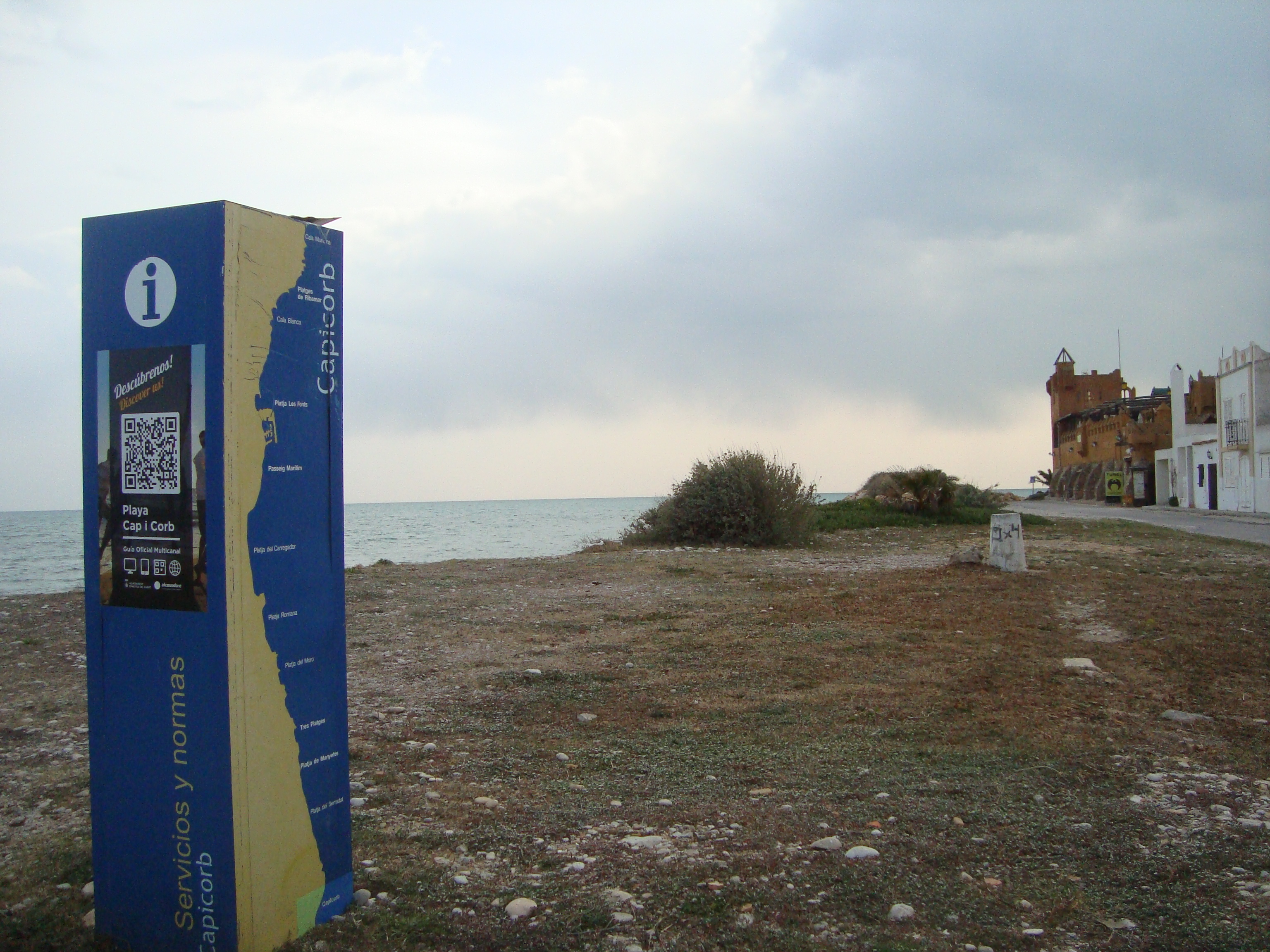
Spiaggia di Capicorb (Alcalà de Xivert-Alcossebre)

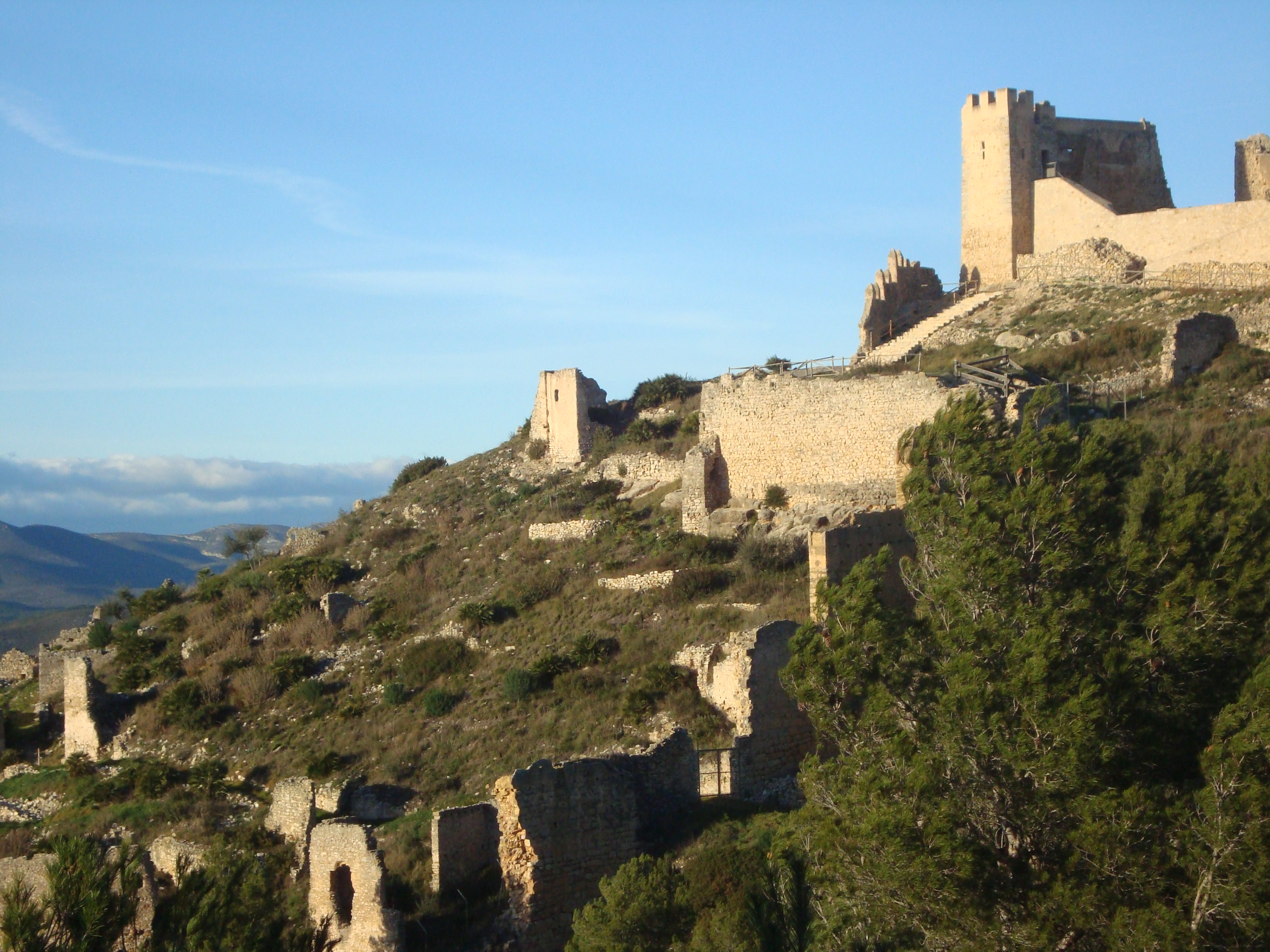
Castell de Xivert

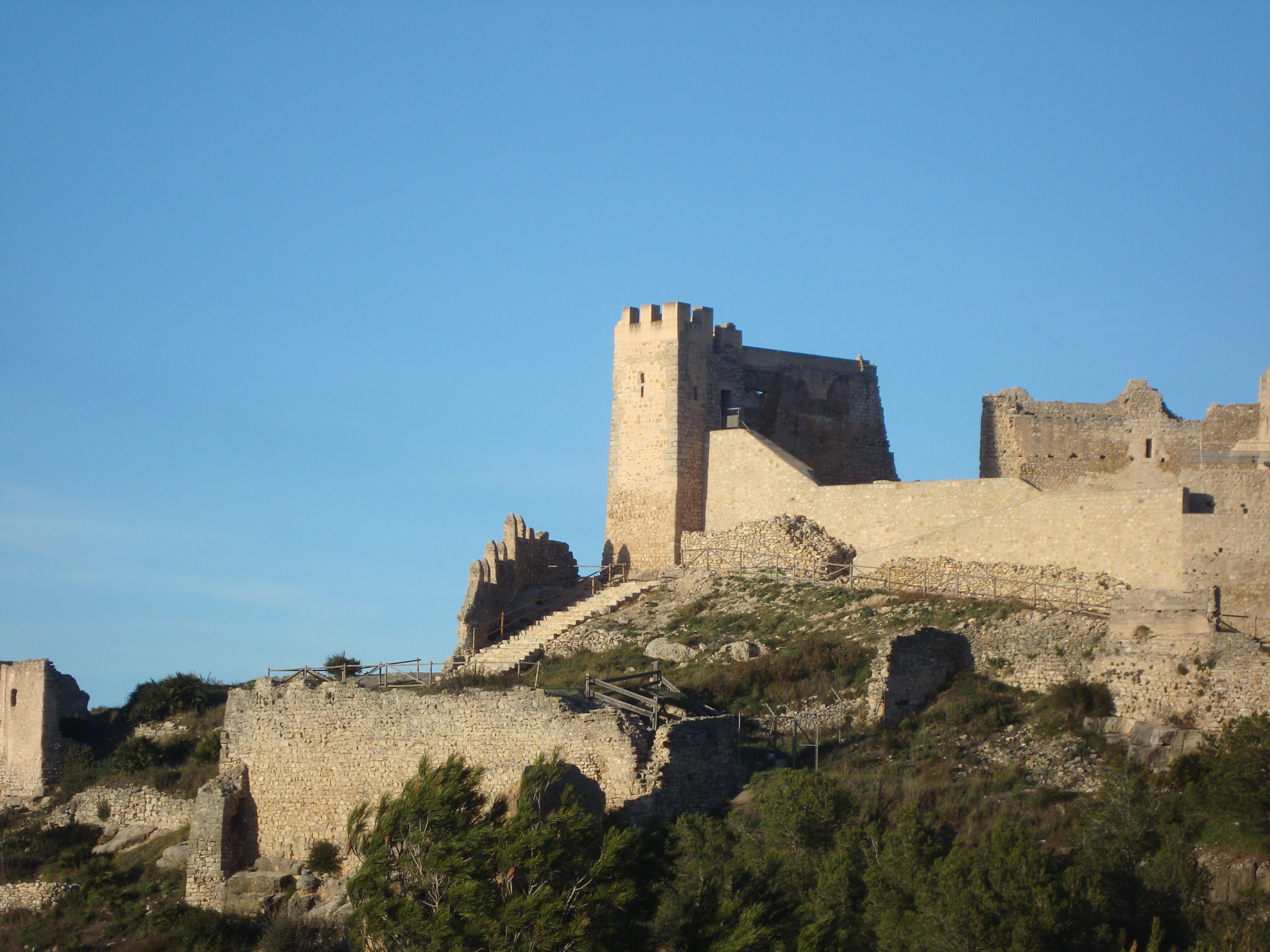
Castillo templario de Xivert